# Josef Hebel (Unternehmer)
Josef Hebel (* 1894 in Westerheim bei Memmingen; † 1972) war ein deutscher Bautechniker und Unternehmer.

## Leben
Nach seiner Maurerlehre, die er 15-jährig als Geselle beendete, besuchte er die Baugewerbeschule in Passau. Auf der Bauschule Augsburg (heute Hochschule Augsburg) schloss er 1914 sein Studium als Bautechniker ab. Nach einer halbjährigen Tätigkeit beim Bezirksbauamt Memmingen wurde er 1914 in den Heeresdienst zu einer Eisenbahnkompanie an die Westfront eingezogen. Im Jahre 1919 wurde Josef Hebel Teilhaber des Baugeschäfts del Mestre. Ab 1926 übernahm er dessen alleinige Führung.
1943 begann er als erster in Deutschland mit der Produktion von Porenbeton. An einen neuen Standort, Emmering bei Fürstenfeldbruck, wurden Porenbetonbauteile hergestellt. Durch ein von ihm entwickeltes und patentiertes Verfahren gelang ihm eine rationelle Herstellung auch von großformatigen Porenbetonbauteilen.

## Ehrungen
- Bundesverdienstkreuz 1. Klasse (15. Juni 1964)[1]
- Bayerischer Verdienstorden